# Jesús Arellano
Jesús Arellano (8 de maig de 1973) és un exfutbolista mexicà.

## Selecció de Mèxic
Va formar part de l'equip mexicà a la Copa del Món de 1998.